# Fiona Gubelmann

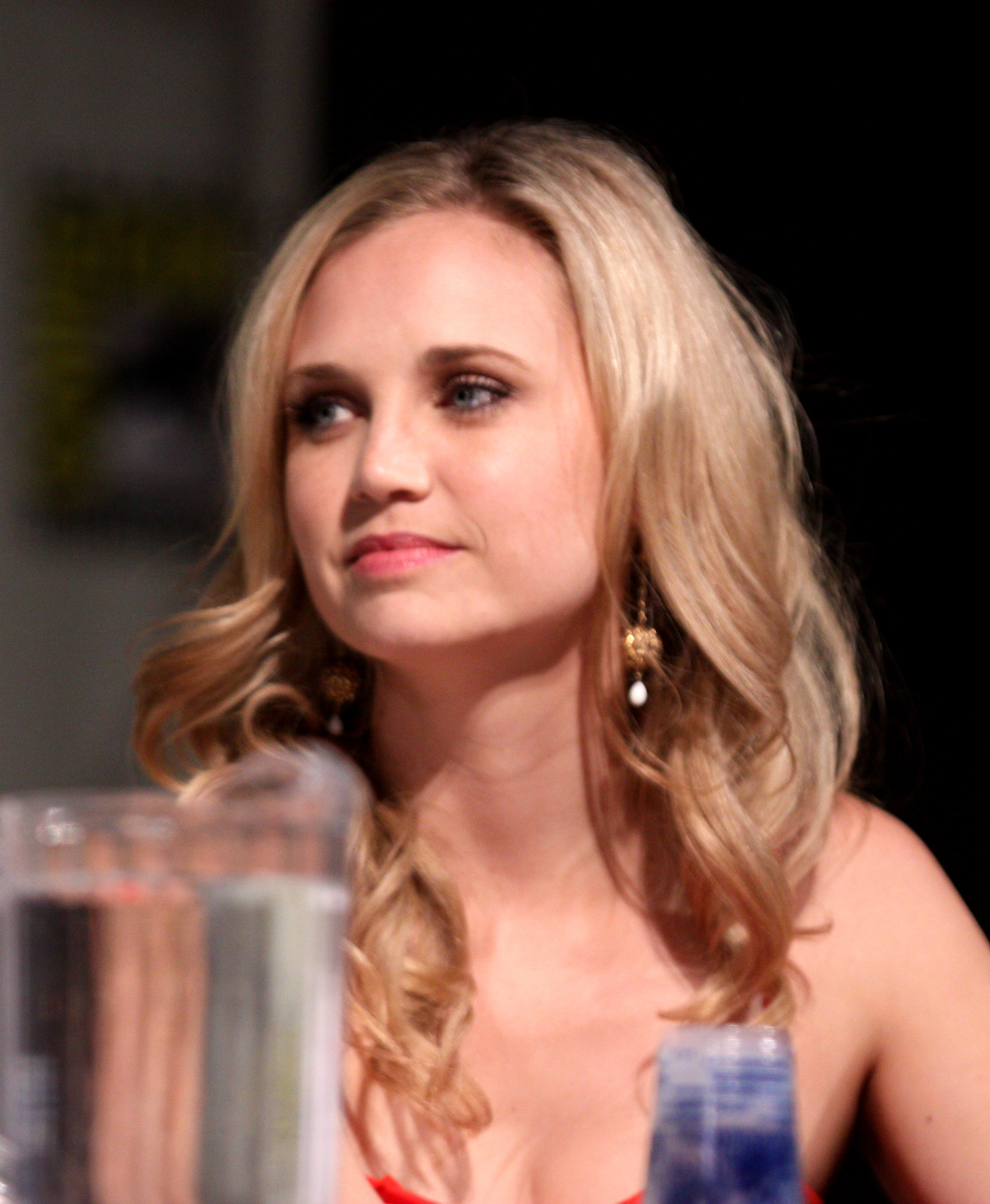
Fiona Gubelmann (2011)

Fiona Victoria Gubelmann (* 30. März 1980 in Los Angeles, Kalifornien) ist eine US-amerikanische Schauspielerin. Größere Bekanntheit erlangte sie 2011 durch ihre Rolle in der amerikanischen Comedyserie Wilfred an der Seite von Elijah Wood. Gubelmann hatte außerdem kleinere Rollen im Film Die Eisprinzen und in den Sitcoms Apartment 23 und Guys with Kids. Sie ist bekennende Vegetarierin.

## Filmografie (Auswahl)
- 2004: Cold Case – Kein Opfer ist je vergessen (Fernsehserie, Episode 2x04)
- 2004: You’re Fired! (Employee of the Month)
- 2007: Die Eisprinzen (Blades of Glory)
- 2008: Knight Rider (Fernsehserie, Episode 1x08)
- 2010: Downstream
- 2010: Sex Tax: Based on a True Story
- 2011–2014: Wilfred (Fernsehserie, 34 Episoden)
- 2012: Criminal Minds (Fernsehserie, Episode 7x16)
- 2013: Apartment 23 (Don’t Trust the B---- in Apartment 23, Fernsehserie, Episode 2x10)
- 2013: Guys with Kids (Fernsehserie, 2 Episoden)
- 2015: New Girl (Fernsehserie, Episode 4x19)
- 2016: Castle (Fernsehserie, Episode 8x9)
- 2016: Tulips in Spring (Fernsehfilm)
- 2016: Mommy's Little Girl (Fernsehfilm)
- 2016: 911 Nightmare (Dispatch)
- 2017: Christmas Next Door (Fernsehfilm)
- 2017: One Day at a Time (Fernsehserie, 5 Episoden)
- 2017: Daytime Divas (Fernsehserie, 10 Episoden)
- 2018: Lucifer (Fernsehserie, Episode 3x18)
- 2018: Royally Ever After – Ich heirate einen Prinzen! (Royally Ever After)
- 2018–2024: The Good Doctor (Fernsehserie)
- 2019: Easter Under Wraps (Fernsehfilm)
- 2019: The Way We Weren't
- 2021: The Vows We Keep (Fernsehfilm)
- 2023: Animal Control (Fernsehserie, Episode 1x06)
- 2024: Tis the Season to Be Irish (Fernsehfilm)
- 2024: Sugarplummed (Fernsehfilm)